# Ikv 91
Инфантериканонвагн 91 (швед. Infanterikanonvagn 91, infanterikanonvagn — пехотная пушечная машина) — шведская самоходная артиллерийская установка-амфибия для поддержки пехоты, разработана Hägglund & Söner.
Также её могут относить к лёгким танкам или истребителям танков. Первый прототип был сделан в 1969 году; всего было произведено 212 экземпляров за время серийного производства в 1975—1978 годах. В 2002 году снята с вооружения, была заменена на Strf 90 и Strv 122, представляющий собой лицензионный немецкий танк Леопард 2А5, в конструкцию которого внесены различные изменения.

## История создания
В середине 1960-х годов в Швеции военным министерством были выданы требования на проектирование нового легкого танка, сочетавшего в себе высокую скорость и маневренность с вооружением достаточно мощным, чтобы бороться с современными танками и оказывать поддержку войскам на поле боя. Требования к броне были минимальными, при этом способ выполнения работы(компоновка, двигатель) не указывался. В связи с этим компании Bofors, Landsverk и Hägglunds представили в общей сложности 16 проектов с разными вариантами компоновки.

## Описание конструкции
Ikv 91 имеет отделение управления в лобовой, боевое отделение — в средней и моторно-трансмиссионное отделение — в кормовой части машины. Штатный экипаж Ikv 91 состоит из четырёх человек.

### Броневой корпус и башня
Корпус и башня — сварные из стальной катаной брони. Они обеспечивают круговую защиту от 7,62-мм пуль и осколков. Лобовые детали способны противостоять обстрелу 20-мм снарядами автоматических пушек. Борта танка двухслойные (между слоями находится пена).

### Вооружение
Ikv 91 вооружён пушкой 90mm L/54 производства BAE Systems Bofors со скорострельностью до 8 выстр/мин. В боекомплект танка (13 снарядов в башне и 43 в корпусе) входят:
- Стабилизируемый оперением кумулятивный снаряд массой 4,5 кг с начальной скоростью 825 м/с.
- Осколочно-фугасные снаряды массой 12,3 кг (масса снаряда - 6,7 кг)

Также установлены два пулемёта 2 × 7,62-мм m/39 (первый спаренный с пушкой, второй - зенитный установлен на крыше башни).

### Двигатели и трансмиссия
Ikv-91 оснащён 6-цилиндровым дизелем Volvo-Penta TD 120 A. Особенностью компоновки силового отделения являются размещение двигателя под углом 32° к продольной оси машины и его связь с трансмиссией с помощью карданной передачи.

### Ходовая часть
Ходовая часть содержит 6 обрезиненных опорных катков на борт, ведущие колёса расположены сзади, направляющие — впереди. Подвеска индивидуальная торсионная.